# Adelphicos nigrilatum
Adelphicos nigrilatum (чіапаська риюча змія) — вид змій родини полозових (Colubridae). Ендемік Мексики.

## Поширення і екологія
Чіапаські риючі змії мешкають в горах Чіапаського нагір'я в штаті Чіапас, від Сан-Кристобаль-де-лас-Касаса на південний схід до кордону з Гватемалою. Вони живуть в сосново-дубових лісах і гірських хмарних лісах, серед лісової підстилки, трапляються на кавових плантаціях. Зустрічаються на висоті від 2200 до 2500 м над рівнем моря.